# Franco CFP
El franco CFP es la unidad monetaria de curso legal en los territorios franceses de ultramar de la Polinesia Francesa, Nueva Caledonia y Wallis y Futuna. Las siglas CFP se correspondían originalmente con Colonies françaises du Pacifique (Colonias francesas del Pacífico), y fue cambiado por "Comunidad Financiera del Pacífico". En la actualidad el nombre se corresponde con Comptoirs français du Pacifique (Acuerdos financieros Francia-Pacífico). El código ISO 4217 que le corresponde es XPF.
El franco CFP tiene una tasa de cambio fija de 1000 francos CFP = 8,38 euros, lo que equivale aproximadamente a 119,33174 francos CFP por 1 euro. Hasta la introducción del euro, el franco CFP estaba ligado al franco francés con una tasa de cambio fija de 100 francos CFP por 5,50 francos franceses.

## Historia

### 1945-1949
El franco CFP se creó en diciembre de 1945 junto al franco CFA. La razón para la creación de estas dos monedas fue la debilidad del franco francés tras la II Guerra Mundial. Cuando Francia ratificó los Acuerdos de Bretton Woods en diciembre de 1945, el franco se devaluó para crear una tasa fija de cambio respecto al dólar. Se crearon nuevas monedas en las colonias francesas para apartarlas de la fuerte devaluación de 1945. El ministro de economía René Pleven dijo: "en un gesto de generosidad desinteresada, la Francia metropolitana en su deseo de no imponer a sus hijas (las colonias) las consecuencias de su propia pobreza, se han fijado diferentes tasas de cambio para sus propias monedas". El Franco CFA y otras monedas de los territorios franceses fijaron sus tasas de cambio respecto al franco francés. Sin embargo, el franco CFP fijó su tasa de cambio frente al dólar, ya que este ha jugado un papel importante en la economía de los territorios franceses del Pacífico desde la II Guerra Mundial. Esta situación terminó en septiembre de 1949, cuando se creó una tasa fija de cambio entre el franco CFP y el franco francés.

### 1949-1985
El franco CFP ha sido emitido por el IEOM (Institut d'émission d'outre-mer) desde 1967. El IEOM tiene su sede en París. Al principio la moneda se emitió diferenciando los territorios de la Polinesia Francesa, Nueva Caledonia y las Nuevas Hébridas. Wallis y Futuna utilizó, por cercanía, el franco emitido para Nueva Caledonia. Aunque los billetes de las Nuevas Hébridas tenían impreso el nombre del territorio, las emisiones de la Polinesia Francesa y Nueva Caledonia no lo llevaban, y solamente podían diferenciarse por el nombre de sus capitales: Papeete (Polinesia Francesa) y Noumea (Nueva Caledonia).
En 1969, el franco de las Nuevas Hébridas se separó del franco CFP para ser sustituido por el vatu en 1982, fecha en la que el territorio se independizó creándose la República de Vanuatu.

### 1985-
En 1985 se introdujo un billete de 10 000 francos, el más alto en denominación, y fue el primero en no llevar impreso el nombre de ninguna ciudad en el reverso. En 1992 se emitieron nuevos billetes de 500, 1000 y 5000 francos que también suprimían la ciudad. El diseño de estos tres últimos billetes no varió respecto a la serie anterior.
Hoy en día todos los billetes de Nueva Caledonia y la Polinesia Francesa son idénticos. En un lado aparecen paisajes o personajes históricos de la Polinesia Francesa, mientras que en el otro lado del billete aparecen paisajes y personajes de Nueva Caledonia.
Las monedas se acuñan diferenciando el territorio, aunque pueden ser utilizadas en ambos.
Una ordenanza del 15 de septiembre de 2021, que entró en vigor el 26 de febrero de 2022, define el nombre franco CFP como el "franco de las comunidades francesas del Pacífico".

## Monedas

### Franco deNueva Caledonia
Este franco se acuña para los territorios de Nueva Caledonia y Wallis y Futuna por su cercanía, sin embargo pueden utilizarse en la Polinesia Francesa. Se dividen en 100 céntimos.

#### Historia
Hasta 1873, el franco francés circuló en Nueva Caledonia. Se emitieron billetes específicos para que circulasen en la isla junto a las monedas de francos franceses. En 1945 se introdujo el franco CFP, con una serie de monedas específicas para Nueva Caledonia en 1949.

##### Monedas
Se acuñaron monedas en aluminio de 50 céntimos, 1, 2 y 5 francos (esta última en 1952). Las monedas de 50 céntimos solo se acuñaron en 1949. En 1967 se añadieron monedas de níquel de 10, 20 y 50 francos, seguida de la denominación de 100 francos de bronce en 1976.
El diseño de todas las monedas no cambió desde que se acuñaron las primeras piezas. En el anverso aparece la diosa Minerva sentada en un trono con una cornucopia, una antorcha y las tablas de la Ley. En las denominaciones superiores aparece el retrato de la Marianne. El único cambio producido fue la sustitución del texto Union Française después de 1952 por las siglas del IEOM en 1972.
Hoy en día circulan las denominaciones de 1 a 100 francos. Solamente la de 50 céntimos fue retirada de la circulación. Los reversos de las denominaciones de 1, 2 y 5 francos tienen en su diseño el pájaro nacional, el kagu. La moneda de 10 francos tiene una embarcación indígena. La moneda de 20 francos tiene las cabezas de tres cebúes. Las monedas de 50 y 100 francos tienen una cabaña de los pueblos indígenas rodeada por palmeras.

##### Billetes
Entre 1873 y 1878, la Compañía de Nueva Caledonia emitió billetes de 5 y 20 francos, seguidos en 1875 de billetes emitidos por el Banco de Nueva Caledonia en denominaciones de 5, 20, 100 y 500 francos. Desde 1890, el Banco de Indochina imprimió billetes en Noumea en denominaciones de 5, 20, 100 y 500 francos.
Entre 1914 y 1923, se utilizaon sellos de correos como medio de pago. Los primeros se pegaban a trozos de cartón y eran denominaciones de 25 y 50 céntimos, y 1 y 2 francos. La segunda serie de este medio de pago consistía en sellos de 25 y 50 céntimos pegados a trozos de aluminio.
Entre 1918 y 1919 se introdujeron billetes de 50 céntimos, y 1 y 2 francos. En 1942 se volvieron a emitir las mismas denominaciones en nombre de las Fuerzas Libres Francesas, con la introducción de las denominaciones de 5 y 20 francos en 1943.
En 1969, el IEOM en Noumea se hizo cargo de la emisión de papel moneda, introduciendo denominaciones de 100, 500, 1.000 y 5.000 francos. Los billetes de 100 y 1.000 francos tenían dos variantes. La primera emisión tenía impreso el nombre de la metrópoli, "République française". Las denominaciones de 500 y 1.000 francos habían tenido el nombre de la metrópoli desde su primera emisión. En 1976 los billetes de 100 francos fueron sustituidos por monedas.
En 1985 se introdujo un nuevo billete común para todos los territorios franceses del Pacífico, seguidos en 1992 y 1996 por denominaciones de 500, 1.000 y 5.000 francos. El diseño de los billetes no ha cambiado desde 1969.

### Franco de laPolinesia Francesa
Este franco se acuña para la Polinesia Francesa, sin embargo puede utilizarse en Nueva Caledonia y en Wallis y Futuna. Se dividen en 100 céntimos.

#### Historia
Hasta 1914, el franco francés circuló en la Polinesia Francesa. En este año se emitieron billetes específicos para usarse en la colonia junto a las monedas de francos franceses. En 1945 se introdujo el franco CFP, con monedas acuñadas para la "Oceanía Francesa" (conocida como Établisements françaises de l'Océanie) desde 1949. Desde 1965 se cambió el nombre del territorio al de Polinesia Francesa (Polynésie Française).

##### Monedas
En 1949 se introdujeron monedas en denominaciones de 50 céntimos, 1 y 2 francos, junto a la de 5 francos de aluminio en 1952. La moneda de 50 céntimos solo se acuñó en 1949. Estas monedas tenían de nombre el territorio de "Océanie". Desde 1965 el nombre cambió a Polinesia Francesa. En 1967, se introdujeron denominaciones de 10, 20 y 50 francos de níquel, seguidas de la de 100 francos de bronce en 1976.
El diseño de todas las monedas no ha cambiado desde su primera acuñación. Su anverso es idéntico al de los francos de Nueva Caledonia: la diosa Minerva en las denominaciones de 50 céntimos, 1, 2 y 5 francos, y el retrato de la Marianne para las denominaciones superiores. El único cambio notable fue el de suprimir el texto Union Française y sustituir el de Établesiments françaises de l'Océanie por Polinesia Francesa después de 1952, y añadir las iniciales del IEOM en 1972.
Las denominaciones que circulan hoy en día son todas excepto la de 50 céntimos. En el reverso de las monedas de 50 céntimos y 1, 2 y 5 francos aparece un paisaje polinesio. La moneda de 10 francos tiene dos tiki. La 20 francos lleva el fruto del árbol del pan, y las de 50 y 100 francos un paisaje polinesio.

##### Billetes
En 1914 el Banco de Indochina en Papeete emitió billetes de 5, 20 y 100 francos. En 1919, la Cámara de Comercio introdujo billetes de 25 y 50 céntimos, y 1 y 2 francos. En 1920 el Banque André Krajweski también emitió las mismas denominaciones. En 1923 el Banco de Indochina emitió billetes de 500 francos, seguidos de los de 1.000 francos en 1940.
En 1969 el IEOM en Papeete se hizo cargo de la emisión de papel moneda, emitiendo billetes de 100, 500, 1.000 y 5.000 francos. Los billetes de 100 y 1.000 francos tenían dos versiones. Las primeras emisiones tenían el nombre de la metrópoli, "République Française", y las denominaciones de 500 y 5.000 francos llevaban el nombre desde sus primeras emisiones. En 1976 el billete de 100 francos fue sustituido por una moneda.
En 1985, se introdujo un billete de 10.000 francos común para todos los territorios franceses del Pacífico. A este le siguieron denominaciones de 500, 1.000 y 5.000 francos entre 1992 y 1996 sin la distinción de la ciudad donde se habían emitido. El diseño no ha cambiado desde 1969.

### Franco de las Nuevas Hébridas
El franco de las Nuevas Hébridas fue la moneda de curso legal del archipiélago que posteriormente se independizaría en 1980 con el nombre de Vanuatu. Circuló junto a la libra esterlina y más tarde junto al dólar australiano. Estaba dividido en 100 céntimos, aunque nunca se emitieron denominaciones de este. Entre 1945 y 1969 formó parte del franco CFP.

#### Historia
Hasta la II Guerra Mundial en las Nuevas Hébridas se utilizaba el franco francés junto a las libras australiana y británica. En 1945 se introdujo el franco CFP para no dañar la economía de las colonias francesas del Pacífico debido a la devaluación del franco francés. Durante este periodo se utilizaron emisiones locales junto a emisiones de Nueva Caledonia.
En 1949 la relación del franco CFP y el franco francés se fijó a 5,50 FF = 1 CFP. Desde 1959 el cambio con la libra australiana se fijó en 200 CFP = 1 AU£. En 1966 esta tasa se estableció en 100 AUD = 1 CFP.
Desde 1966 se acuñaron monedas específicas para las Nuevas Hébridas. En 1969 el franco se desligó del franco CFP y mantuvo su relación con el dólar australiano hasta 1973. En 1982 el franco fue sustituido por el vatu tras la independencia del archipiélago. El mismo año el dólar australiano dejó de ser una moneda de curso legal.

##### Monedas
En 1966 se acuñaron monedas de plata de 100 francos, seguidas de 10 y 20 francos de níquel en 1967, 1, 2 y 5 francos de latón en 1970 y 50 francos de níquel en 1972. Solamente las denominaciones de 10, 20 y 50 francos se correspondían en tamaño, peso y composición con los francos de Nueva Caledonia y la Polinesia Francesa. Las características de las monedas se muestran a continuación:
| Denominación | Emisión   | Metal            | Diámetro (mm) | Peso (g) | Anverso                                                | Reverso                                          | Imagen |
| ------------ | --------- | ---------------- | ------------- | -------- | ------------------------------------------------------ | ------------------------------------------------ | ------ |
| 1 Franco     | 1970-1982 | Aluminio         | 17,00         | 2,00     | Marianne RÉPVBLIQVE FRANÇAISE I·E·O·M año de acuñación | Valor facial 1 FRANC Ave NOUVELLES - HÉBRIDES    |        |
| 2 Francos    | 1970-1982 | Aluminio         | 20,00         | 3,00     | Marianne RÉPVBLIQVE FRANÇAISE I·E·O·M año de acuñación | Valor facial 2 FRANCS Ave NOUVELLES - HÉBRIDES   |        |
| 5 Francos    | 1970-1982 | Aluminio         | 23,50         | 4,10     | Marianne RÉPVBLIQVE FRANÇAISE I·E·O·M año de acuñación | Valor facial 5 FRANCS Ave NOUVELLES - HÉBRIDES   |        |
| 10 Francos   | 1970-1982 | Níquel           | 23,90         | 6,00     | Marianne RÉPVBLIQVE FRANÇAISE I·E·O·M año de acuñación | Valor facial 10 f Tiki NOUVELLES - HÉBRIDES      |        |
| 20 Francos   | 1970-1982 | Níquel           | 28,50         | 10,10    | Marianne RÉPVBLIQVE FRANÇAISE I·E·O·M año de acuñación | Valor facial 20 f Tiki NOUVELLES - HÉBRIDES      |        |
| 50 Francos   | 1970-1982 | Níquel           | 33,00         | 15,10    | Marianne RÉPVBLIQVE FRANÇAISE I·E·O·M año de acuñación | Valor facial 50 f Hei tiki NOUVELLES - HÉBRIDES  |        |
| 100 Francos  | 1970-1982 | Bronce de Níquel | 37,40         | 25,00    | Marianne RÉPVBLIQVE FRANÇAISE I·E·O·M año de acuñación | Valor facial 100 f Hei tiki NOUVELLES - HÉBRIDES |        |

##### Billetes
El primer billete emitido fue de 25 francos el 22 de agosto de 1921. En 1941 se volvieron a emitir billetes, que se correspondían a billetes del Banco de Indochina de Nueva Caledonia en denominaciones de 5, 20, 100, 500 y 1.000 francos. Las mismas denominaciones se emitieron en 1943 por los Services Nationaux Français des Nouvelles Hébrides.
En 1965, el IEOM tomó el control de la emisión de papel moneda e introdujo denominaciones de 100, 500 y 1.000 francos hasta 1972. Al contrario que la Polinesia Francesa y Nueva Caledonia, las Nuevas Hébridas no emitieron billetes de 5.000 francos.
A continuación se muestran los detalles de la última serie de billetes emitidos:
| Denominación  | Color predominante | Imagen del anverso | Imagen del reverso |
| ------------- | ------------------ | ------------------ | ------------------ |
| 100 Francos   | Violeta            |                    |                    |
| 500 Francos   | Azul               |                    |                    |
| 1.000 Francos | Naranja            |                    |                    |

## Billetes
A continuación se muestran los detalles de los billetes comunes emitidos para todos los territorios franceses del Pacífico: Polinesia Francesa, Nueva Caledonia y Wallis y Futuna.
| Denominación   | Efigie                                                    | Color predominante | Dimensiones | Imagen del anverso | Imagen del reverso |
| -------------- | --------------------------------------------------------- | ------------------ | ----------- | ------------------ | ------------------ |
| 500 Francos    |                                                           | Azul               | 80 x 150 mm |                    |                    |
| 1.000 Francos  |                                                           | Rojo               | 85 x 160 mm |                    |                    |
| 5.000 Francos  | Louis Antoine de Bougainville Auguste Febvrier-Despointes | Verde              | 92 x 172 mm |                    |                    |
| 10.000 Francos |                                                           | Naranja            | 92 x 172 mm |                    |                    |

## Tārā
Antes de que los franceses introdujeran el franco en Tahití, en la Polinesia Francesa, los comerciantes utilizaban dólares. La palabra "dólar" derivó a tārā (conocida también como tala en las lenguas polinesias), término que se utilizó entre los nativos y comerciantes chinos. De manera no oficial se estableció como moneda de curso con un valor de 5 francos.